# Свобода, Давид
Дави́д Сво́бода (чеш. David Svoboda; 19 марта 1985, Прага, Чехословакия) — чешский пятиборец, чемпион летних Олимпийских игр 2012 года, чемпион мира 2009 года и чемпион Европы 2010 года.

## Биография
Давид Свобода родился 19 марта 1985 года в Праге. Выступать на крупных международных соревнованиях Давид начал в 2002 году. В 2003 году чешский спортсмен завоевал серебряную медаль на чемпионате Европы среди юниоров. В 2005 году Свобода добился первого успеха на взрослом уровне. На чемпионате Европы в Варшаве чешский пятиборец завоевал бронзовую медаль в эстафете.
В 2008 году Давид Свобода принял участие в летних Олимпийских играх в Пекине. После трёх видов пятиборья чешский спортсмен шёл вторым, совсем немного уступая россиянину Андрею Моисееву, при этом Свобода установил олимпийский рекорд в стрельбе, набрав 1,228 очков, поразив при этом 191 мишень из 200. Но в верховой езде Давид не смог завершить дистанцию и набрал всего 184 очка. Во время бега Свобода уже не смог исправить ситуацию и занял лишь 29-е место. В 2009 году Свобода впервые стал чемпионом мира, победив в эстафете в Лондоне. В 2010 году Давид стал чемпионом Европы.
В 2012 году Свобода принял участие в летних Олимпийских играх в Лондоне. Соревнования в пятиборье прошли в новом формате. Уже после первого вида (фехтование) чешский пятиборец захватил лидерство. После плавания Давид откатился на 7-е место, но после верховой езды вновь вышел в лидеры соревнований. В комбайне Свобода стартовал с гандикапом всего в 1 секунду от китайца Цао Чжунжуна. После последнего огневого рубежа чешский спортсмен отставал от Цао на 2 секунды, но на заключительном километре кросса Давид смог опередить китайского пятиборца и стал олимпийским чемпионом. Всего в соревнованиях Свобода набрал 5928 очков, что стало новым олимпийским рекордом.
После Олимпийских игр результаты чешского пятиборца пошли на спад. Лучшим результатом за следующие несколько лет стало 8-е место на чемпионате мира 2015 года в Берлине.

## Личная жизнь
- Есть брат-близнец Томаш Свобода[англ.].